# (357439) 2004 BL86
(357439) 2004 BL86 est un astéroïde géocroiseur potentiellement dangereux découvert par le programme LINEAR le 30 janvier 2004. D'après des images radar, il possède sa propre lune, S/2015 (357439) 1.

## Dimensions
Avant son passage à proximité de la Terre le 26 janvier 2015, (357439) 2004 BL86 avait un diamètre estimé entre 500 et 680 mètres. Ce rapprochement a permis, grâce à des observations radars, de déterminer sa véritable taille : 325 mètres.

## Satellite
Lors de son passage, le Deep Space Network détecte que l'astéroïde dispose d'une lune, de 70 mètres de diamètre et orbite à environ 500 m de la surface.

## Passages à proximité de la Terre
Le 26 janvier 2015 à 16 h 20 TU, il est passé à 1 200 000 km de la Terre, soit à environ 3 fois la distance Terre-Lune.
L’astéroïde (137108) 1999 AN10, de taille comparable, devrait approcher la Terre en 2027.